# Ringwall Zant
Der Ringwall Zant ist eine abgegangene Ringwallanlage (Wallburg) auf dem 520 m ü. NHN hohen Plattenberg, etwa 300 Meter nordöstlich der Burgruine Zant bei Zant, einem Gemeindeteil der Gemeinde Ursensollen im Landkreis Amberg-Sulzbach in Bayern. Die Anlage wird als Bodendenkmal unter der Aktennummer D-3-6636-0053 als „Frühmittelalterliche Höhensiedlung mit Ringwall“ geführt. 

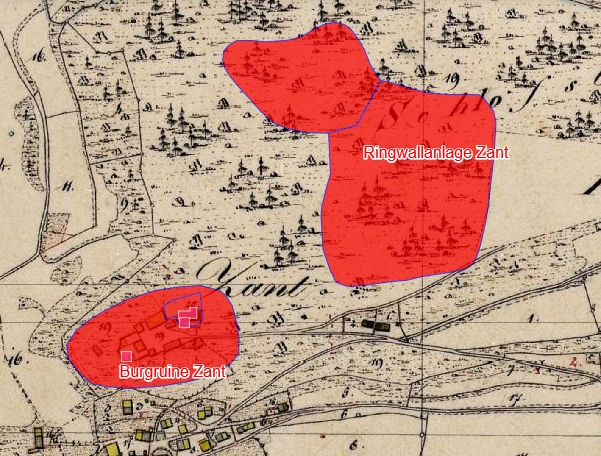
Lageplan des Ringwalls Zant auf dem Urkataster von Bayern

Von der ehemaligen frühmittelalterlichen Ringwallanlage, möglicherweise einer Höhensiedlung, ist nur ein Wall erhalten. Unmittelbar südöstlich schließt sich eine weitere „Höhensiedlung mit Ringwall vor- und frühgeschichtlicher Zeitstellung oder des Mittelalters“ an (Aktennummer D-3-6636-0054).